# Raïon d'Olonets
Le raïon d'Olonets ou raïon d'Aunus (russe : Олоне́цкий район, carélien:Aunuksen piiri) est l'un des seize raïons de la république de Carélie en Russie.

## Description
La superficie du raïon est de 3 988 km2.
Son centre administratif est la ville d'Olonets.
Le raïon d'Olonets est bordé à son ouest par le raïon de Pitkäranta, au nord par le raïon de Prääsä (Priaja) et à l'est par le raïon de Lodeïnoïe Pole.

## Politique et administration

### Statut
Le raïon est un des seize raïons de la république de Carélie, dans le district fédéral du Nord-Ouest. Son statut est un raïon municipal, et il comporte ainsi plusieurs municipalités à l'intérieur de lui,.

### Tendances politiques
| Scrutin             | 1er tour | 1er tour | 1er tour | 1er tour | 1er tour | 1er tour | 1er tour | 1er tour | 1er tour | 1er tour | 1er tour | 1er tour | 2d tour                  | 2d tour                  | 2d tour                  | 2d tour                  | 2d tour                  | 2d tour                  | 2d tour                  | 2d tour                  |
| Scrutin             | 1er      | 1er      | %        | 2e       | 2e       | %        | 3e       | 3e       | %        | 4e       | 4e       | %        | 1er                      | %                        | 2e                       | %                        | 3e                       | %                        | 4e                       | %                        |
| ------------------- | -------- | -------- | -------- | -------- | -------- | -------- | -------- | -------- | -------- | -------- | -------- | -------- | ------------------------ | ------------------------ | ------------------------ | ------------------------ | ------------------------ | ------------------------ | ------------------------ | ------------------------ |
| Présidentielle 2012 |          | ER       | 62,93    |          | KPRF     | 12,58    |          | SE       | 9,59     |          | LDPR     | 8,50     | Victoire au premier tour | Victoire au premier tour | Victoire au premier tour | Victoire au premier tour | Victoire au premier tour | Victoire au premier tour | Victoire au premier tour | Victoire au premier tour |
| Gouvernorale 2017   |          | ER       | 78,64    |          | SRZP     | 9,70     |          | KPRF     | 6,35     |          | LDPR     | 3,17     | Victoire au premier tour | Victoire au premier tour | Victoire au premier tour | Victoire au premier tour | Victoire au premier tour | Victoire au premier tour | Victoire au premier tour | Victoire au premier tour |
| Présidentielle 2018 |          | ER       | 74,65    |          | KPRF     | 9,92     |          | LDPR     | 8,81     |          | GRANI    | 1,57     | Victoire au premier tour | Victoire au premier tour | Victoire au premier tour | Victoire au premier tour | Victoire au premier tour | Victoire au premier tour | Victoire au premier tour | Victoire au premier tour |

## Démographie
Recensements (*) ou estimations de la population
| 1989*  | 2002*  | 2009   | 2010   |
| ------ | ------ | ------ | ------ |
| 30 497 | 27 034 | 25 019 | 23 124 |

| 2011   | 2013   | 2015   | 2017   |
| ------ | ------ | ------ | ------ |
| 23 078 | 22 147 | 21 373 | 20 807 |

| 2019   | 2021   | - | - |
| ------ | ------ | - | - |
| 20 361 | 19 802 | - | - |